# Little Walter
Marion Walter Jacobs, más conocido como Little Walter (Marksville, Luisiana, 1 de mayo de 1930-Chicago, Illinois, 15 de febrero de 1968), fue un armonicista, cantante y también guitarrista de blues.

## Biografía
Es ampliamente considerado como uno de los cantantes más grandes e influyentes del blues y constructor del sonido de Chicago. Su forma de tocar la armónica fue tan revolucionaria que es directamente comparable a lo que hizo Jimi Hendrix con la guitarra o Charlie Parker con el saxo, logrando sonidos, fraseos y expresionismo a niveles inimaginados para la época, marcando un estándar para siempre.
Tentado por conocer la gran ciudad y expandir sus horizontes musicales, Walter abandonó su escuela rural en Luisiana a los 12 años. Posteriormente fue vagando por diversas localidades: New Orleans, Helena, donde conoció a Sonny Boy Williamson, Memphis, St. Louis hasta llegar finalmente a Chicago en 1946.
Walter era alcohólico y esto siempre le trajo problemas personales, de esta manera aceptó giras a Europa dos veces, en 1964 y 1967 para recuperar el dinero que perdía en apuestas o peleas. Murió de una trombosis cerebral en el año 1968 luego de una pelea callejera.
Su instrumental del año 1952, «Juke», para el sello Checker, fue elegido como una de las 500 canciones que le dieron la forma definitiva al Rock and Roll según de la Rock & Roll Hall of Fame.

## Discografía

### Álbumes
- 1964 Little Walter (Chess)
- 1964 The Best of Little Walter (Chess)
- 1967 Super Blues (Chess)
- 1969 Hate to See You Go (Chess)
- 1970 Confessin' the Blues (Chess)

### Recopilaciones
- 1993 Essential Little Walter (Chess)
- 1997 His Best (Chess 50th Anniversary Collection) (Chess)
- 2007 1953-1955 (Classics)